# Муанье, Марселла
Марселла Берта Фанни Муанье (фр. Marcelle Berthe Fanny Moynier; 14 апреля 1888, Женева — 11 февраля 1980, Женева) — швейцарский театральный деятель. Дочь Адольфа Муанье, внучка Гюстава Муанье.

## Биография
Училась в Женевской консерватории, в том числе у Эмиля Жака-Далькроза, затем у него же в созданном им Институте. С 1916 г. преподавала в этом Институте ритмику. Начиная с 1908 г. занималась организацией любительских спектаклей на благотворительных началах.
Под впечатлением от женевских гастролей итальянского кукольника Витторио Подрекка в 1929 году основала собственный театр марионеток «Маленькие подмостки» (фр. Les Petits Tréteaux), первый спектакль состоялся в следующем году (зингшпиль Вольфганга Амадея Моцарта «Директор театра»). Театр выступал на различных площадках, а после смерти своего отца в 1933 году Муанье начала давать представления в собственном доме. В 1937 году Муанье выступала со своими марионетками на Всемирной выставке в Париже. В 1940 г. была завершена реконструкция дома Муанье, в результате которой появился зрительный зал на 90 мест; театр получил название «Марионетки Женевы». В 1945 г. театр Муанье принял участие в постановке Большого театра Женевы: для оперы Мануэля де Фальи «Балаганчик мастера Педро» были созданы метровые марионетки, которыми управляла заместительница Муанье Ингеборг Рувина (1893—1970).
Муанье лично руководила своим театром до 1971 года. В 1976 г. она была объявлена почётным членом Международного союза марионеточников, в 1978 г. была удостоена медали «Женева признаёт» (фр. Genève reconnaissante).